# (111660) Jimgray
(111660) Jimgray est un astéroïde de la ceinture principale.

## Description
(111660) Jimgray est un astéroïde de la ceinture principale. Il fut découvert le 13 janvier 2002 à l'observatoire d'Apache Point par le programme Sloan Digital Sky Survey. Il présente une orbite caractérisée par un demi-grand axe de 3,26 UA, une excentricité de 0,03 et une inclinaison de 9,1° par rapport à l'écliptique.

## Compléments